# The Garden of Resurrection
The Garden of Resurrection er en britisk stumfilm fra 1919 af Arthur Rooke.

## Medvirkende
- Guy Newall som A. H. Bellairs
- Ivy Duke som Clarissa
- Franklin Dyall som Cruickshank
- Mary Dibley som Bellwattle
- Douglas Munro som Moxon